# Philaenus communimacula
Philaenus communimacula is een halfvleugelig insect uit de familie Aphrophoridae. De wetenschappelijke naam van deze soort is voor het eerst geldig gepubliceerd in 1834 door Costa.